# ポール・イリンスキー
ポール・ディミトリエヴィッチ・ロマノフスキー＝イリンスキー（英語: Paul Dimitrievitch Romanovsky-Ilynsky、1928年1月27日 - 2004年2月10日）は、アメリカ合衆国の政治家で、ロシア皇帝アレクサンドル2世の曾孫。ロシア語名はパーヴェル・ドミトリエヴィチ・ロマノフ＝イリンスキー（Павел Дмитриевич Романов-Ильинский）。

## 生涯

### 出生

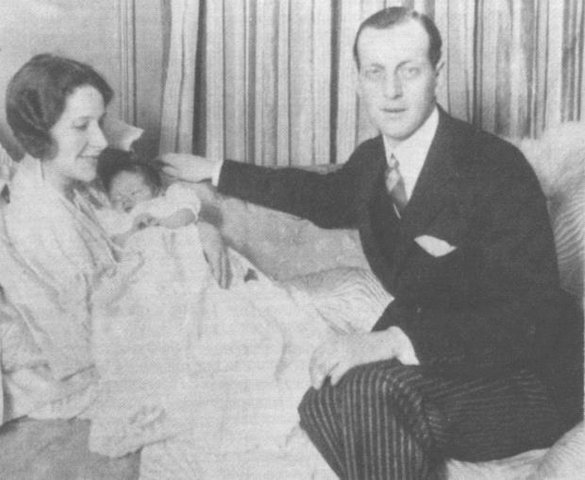
父ドミトリー、母オードリーとポール

1928年1月27日、最後の皇帝ニコライ2世の従弟であるドミトリー・パヴロヴィチ大公の息子としてロンドンのアメリカ大使館で生まれた。母はアメリカの女性相続人オードリー・エメリー。ドミトリー大公の従兄のロシア帝位請求者キリル大公により、新たにオードリーとパーヴェルには、ドミトリー大公のかつての所領イリインスコエに由来するロマノフ＝イリンスキー姓を与えられた。ロシア帝室からすれば、ドミトリー大公とオードリーの結婚は本来なら貴賤結婚であったが、キリル大公はパーヴェルの誕生を記念し、母子にクニャージ（князь）の身分に相当する地位を授けて祝福を与えた。しかし、その後ドミトリー大公夫妻の間には亀裂が生じ、1938年に離婚した。パーヴェルはオードリーに引き取られ、母とともにフランスで過ごした。健康を害したドミトリー大公は1930年代には慢性結核にかかり、1942年、パーヴェルが13歳の時に逝去した。1939年、オードリーはグルジア貴族のドミトリー・ゲオルガゼ（ジョルジャーゼ）公爵と再婚した。

### キャリア
母を通じてアメリカ市民権を取得していたパーヴェルは、ヴァージニア州のウッドベリー・フォレスト校、イギリスのサンドハースト王立陸軍士官学校を経て、アメリカ海兵隊に入隊した。朝鮮戦争では優秀な戦場カメラマンとして活躍し、大佐で退役した。その後1953年にヴァージニア大学を卒業した。イリンスキーは20年間シンシナティで暮らし、その間母の親族が設立したエメリィ・インダストリー社の取締役を務めた他、写真家としても活躍した。1980年にフロリダ州パームビーチに移った。パームビーチ市議会議員を10年務めた後、同市の市長を3期務めた。1999年、健康を理由に市長職を辞職した。イリンスキーは、パームビーチ郡のボーイスカウトに対する顕著な貢献が認められ、パームビーチ初の優秀市民（Distinguished Citizen）号を贈られた。また、シンシナティにおける活動も顕彰され、ボーイスカウトで最も名誉とされるシルバー・ビーバー賞を授与されている。
1991年にソビエト連邦が崩壊すると、サンクトペテルブルク市から代表団がイリンスキーの元を訪問した。この代表団は当時パームビーチ市会議員であったイリンスキーに対して、ロシアに帰国し帝位継承権を主張するように求めたが、イリンスキーはこの要請を丁重に固辞している。2004年2月10日、パームビーチの自宅で75歳にして死去した。イリンスキーの生活スタイルは亡命貴族のそれであり、イリンスキーと母オードリーは宏壮な邸宅を営み、まさにやんごとなき皇族と言えるものであった。また、ホルシュタイン＝ゴットルプ＝ロマノフ家の出自によりシュレースヴィヒ公国とホルシュタイン＝ゴットルプ家の継承権を有し、ノルウェー王、オルデンブルク伯などの継承権を請求することもできた。1992年のウラジーミル・キリロヴィチ大公（キリル大公の長男）の逝去に伴い、ホルシュタイン＝ゴットルプ家最長兄の男系男子としてホルシュタイン＝ゴットルプ公の地位にあるとみなされ、加えてスウェーデンの王位継承権も主張できる立場にあったが、イリンスキーはこれらの称号を用いることも継承権を請求することもなかった。

## 子女
2番目の妻アンジェリカ・カウフマンとの間に4人の子女をもうけた。
- ディミトリー（1954年 - ）…娘3人
- ポーラ（1956年 - ）…娘2人（うち一人は死亡）
- アンナ（1959年 - ）…1男3女
- マイケル（フランス語版）…娘1人
- ジョージ・ロック（養子）